# Joseph Franz von Jacquin

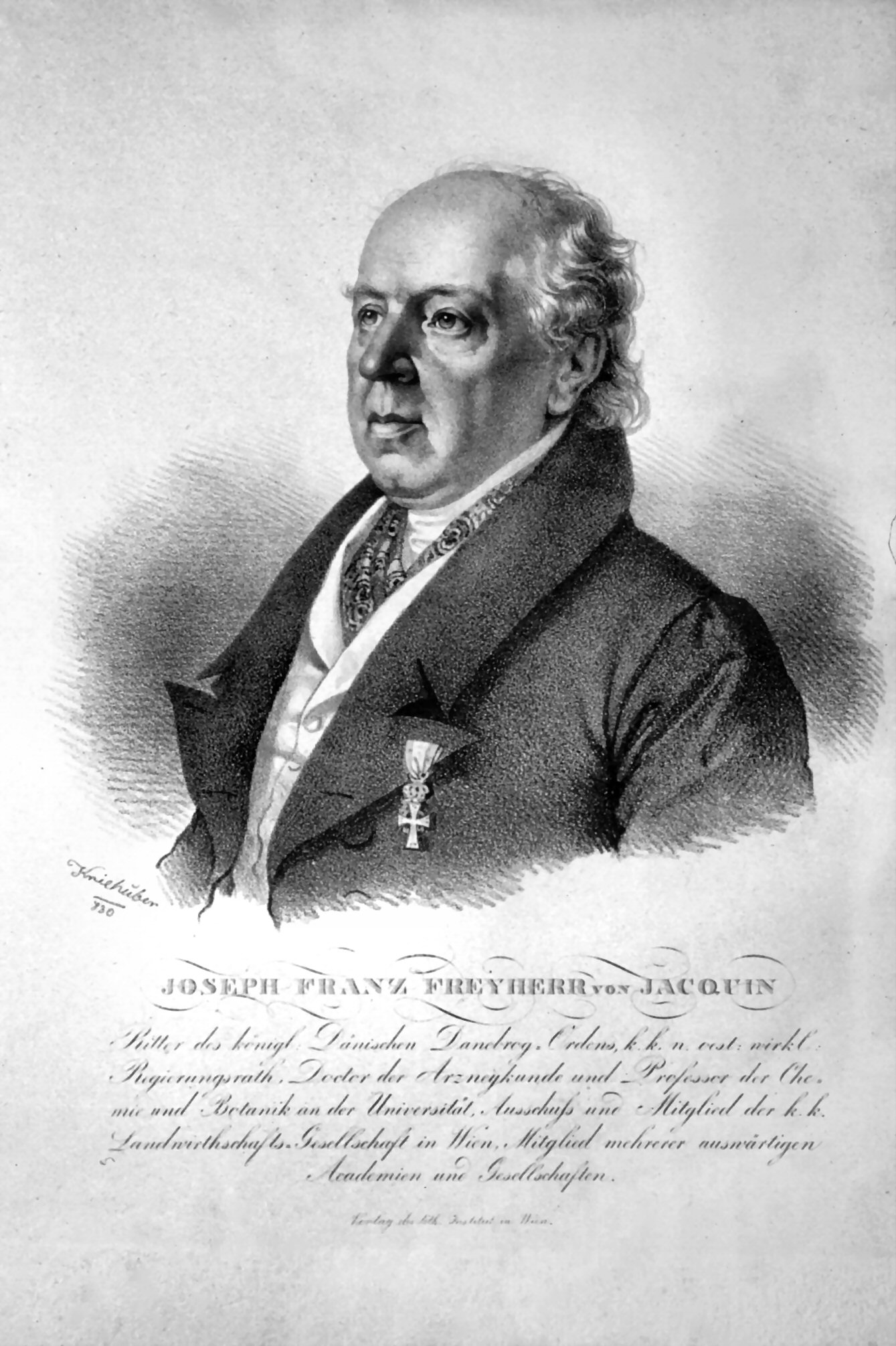
Joseph Franz Freiherr von Jacquin, Lithographie von Joseph Kriehuber 1830

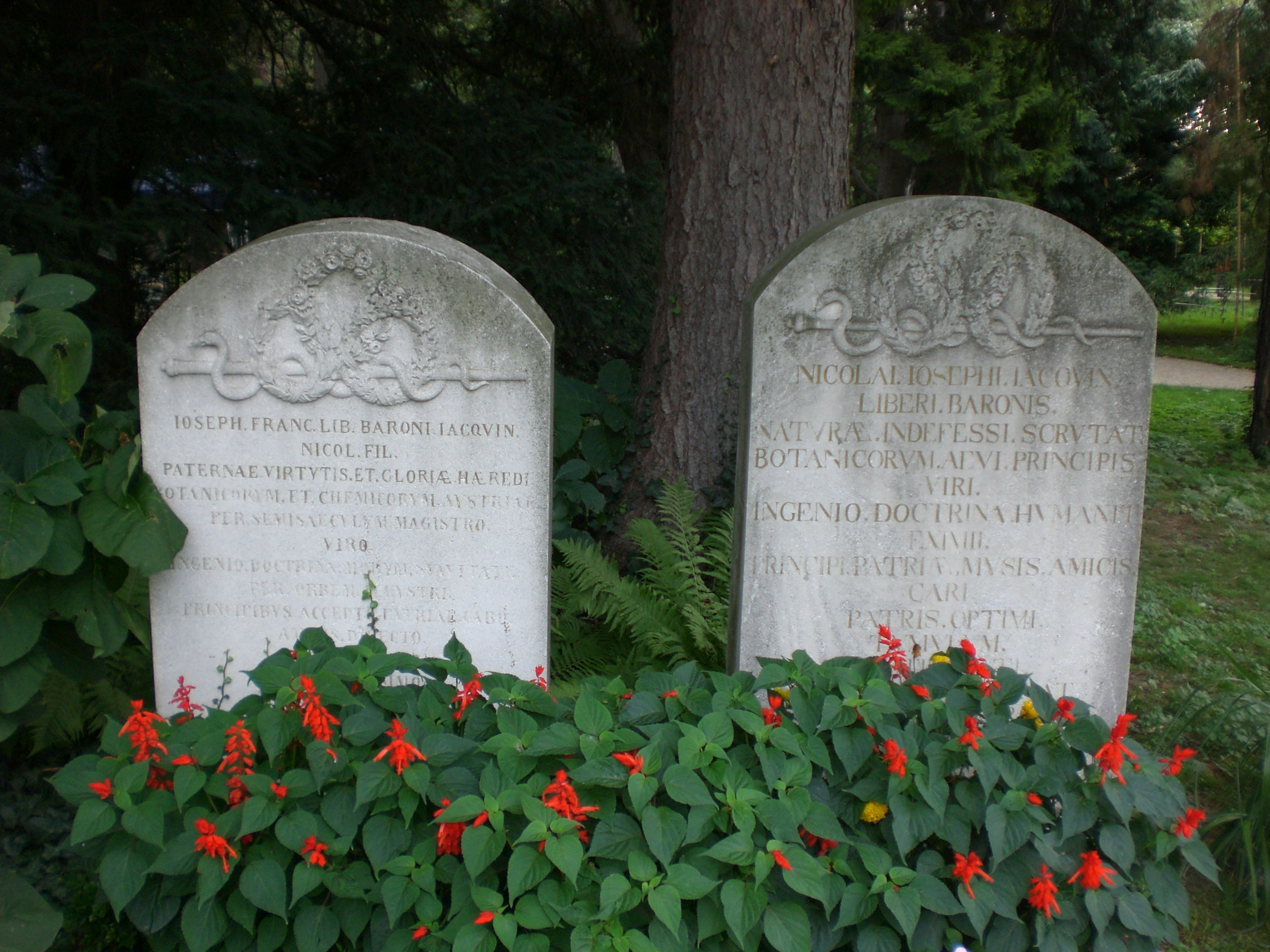
Gedenktafeln für Joseph Franz und Nikolaus Joseph von Jacquin im Botanischen Garten der Universität Wien (ursprünglich Grabsteine im Matzleinsdorfer Friedhof)

Joseph Franz Freiherr von Jacquin (* 7. Februar 1766 in Schemnitz, Königreich Ungarn, Habsburgermonarchie (jetzt Banská Štiavnica, Slowakei); † 26. Oktober 1839 in Wien) war ein österreichischer Chemiker und Botaniker. Sein offizielles botanisches Autorenkürzel lautet „J.Jacq.“

## Leben
Von seinem Vater Nikolaus Joseph von Jacquin wurde er schon sehr früh in die Naturwissenschaften eingeführt. Er studierte Medizin in Wien, wo er 1788 den Doktortitel erlangte. Zwischen 1788 und 1791 unternahm er, von Kaiser Joseph II. beauftragt, eine Forschungsreise nach Deutschland, Frankreich und England. Er ererbte – wie damals landesüblich – seines Vaters Lehrstuhl als Professor der Botanik und Chemie an der Wiener Universität, den er von 1797 bis zu seiner Pensionierung im Jahre 1838 innehatte. 1834 übertrug ihm Kaiser Franz die Aufsicht über den für die österreichische Flora gegründeten Kaisergarten im Schloss Belvedere. 1820 wurde er mit dem Titel eines Regierungsrates, 1838 mit dem Ritterkreuz des St. Stephan-Ordens geehrt. Seit 1808 war er korrespondierendes Mitglied der Bayerischen Akademie der Wissenschaften. Im Jahr 1820 wurde er zum Mitglied der Deutschen Akademie der Naturforscher Leopoldina gewählt. 1830 wurde er Ehrenmitglied der Preußischen Akademie der Wissenschaften.
Die Familie Jacquin war mit Mozart befreundet, der für Joseph Franz’ Schwester Franziska das Kegelstatt-Trio (KV 498) und die vierhändige Klaviersonate KV 521 komponierte. Für ihn selbst schrieb Mozart z. B. Mente ti lascio, o figlia (KV 513).
Jacquin heiratete die damals berühmte Klavier-Dilettantin und Mozartschülerin Freiin Maria Barbara (Babette) von Natorp (1769–1844) und führte mit ihr einen musikalischen Zirkel. Das Paar hatte eine Tochter:
- Isabella ⚭ 1810 Karl Franz Anton von Schreibers (1775–1852), Direktor des kaiserlichen Naturalienkabinetts

## Dedikationsnamen
Zwar sind einige Vogelarten nach ihm benannt, doch werden diese heute als Synonyme betrachtet. So ist Anas jacquini Gmelin. JF, 1788 heute ein Synonym zur Kubapfeifgans (Dendrocygna arborea (Linnaeus, 1758)), Falco Jacquini Gmelin. JF, 1788 ein Synonym zum Harpyie (Harpia harpyja (Linnaeus, 1758)), Pipile jacquini Reichenbach. 1862 ein Synonym für den Trinidadguan (Pipile pipile (Jacquin, 1784)) und Pipile jacquini Gray, GR, 1867 ein Synonym für den Blasskehlguan (Pipile grayi (Pelzeln, 1870)).

## Schriften
- J. F. Jacquin: Lehrbuch der allgemeinen und medicinischen Chymie zum Gebrauche seiner Vorlesungen. C.F. Wappler, Wien 1798. Band 1, Band 2
- J. F. Jacquin, E. Fenzl, I. Schreibers: Eclogae plantarum rariorum aut minus cognitarum: quas ad vivum descripsit et iconibus coloratis illustravit. A. Strauss, Wien (1811–1844).
- J. F. Jacquin, E. Fenzl, I. Schreibers: Eclogae graminum rariorum aut minus cognitarum: quae ad vivum descripsit et iconibus coloratis illustravit. A. Strauss et Sommer, Wien (1813–1844).
- J. F. Jacquin: Ueber den Ginkgo. Carl Gerold, Wien 1819. Digitalisat
- Nikolaus Joseph Freih. v. Jacquin's Anleitung zur Pflanzenkenntniss, Digitalisat
- Beyträge zur Geschichte der Vögel, Digitalisat